# 巴伐利亚号巡防舰
巴伐利亚号巡防舰（German frigate Bayern）是德国海军一艘布蘭登堡級巡防艦。
巴伐利亚号巡防舰于1993年在埃姆登的北海造船廠建造，于1994年6月下水，並于1996年6月15日服役，母港是威廉港。
2021年8月2日，巴伐利亚号巡防舰从威廉港启程前往南海。这是德国近20年来首次派遣军舰前往南海。中國這次拒絕讓巴伐利亞號靠港訪問。